# 川口市母子・父子福祉センター

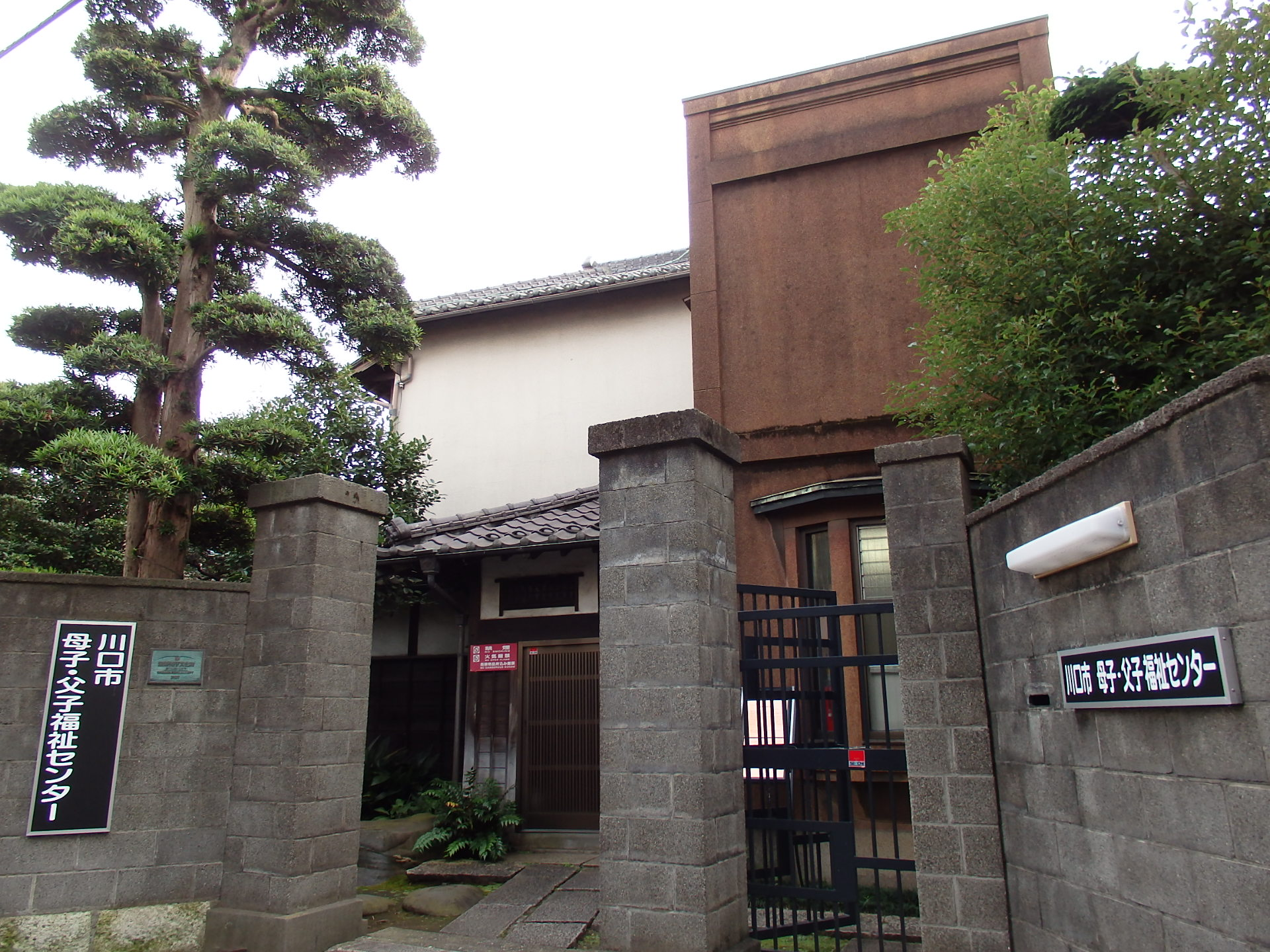
川口市母子・父子福祉センター

川口市母子・父子福祉センター（かわぐちしぼし・ふしふくしセンター）は、埼玉県川口市金山町に所在する建築物。「川口市母子福祉センター（旧鋳物問屋鍋平別邸）」という名称で国の登録有形文化財になっている。庭園は川口市指定名勝。

## 概要
鋳物問屋鍋平別邸の母屋は嶋崎家4代目の嶋崎平五郎が西洋文化を取り入れて明治時代末期に建築したもので、平五郎が死去後は市に寄付され、母子福祉センターとして利用されている。1919年（大正8年）に2階が、1927年（昭和2年）に玄関脇の洋間（現事務室）増築された。
2001年（平成13年）10月12日に主屋と離れが国の登録有形文化財に
2006年（平成18年）に庭園が川口市の名勝に指定された。
2014年（平成26年）10月1日より川口市母子福祉センターから現名称に変更された。